# Copa da Escócia de 1907–08
A Copa da Escócia de 1907-08 foi a 35º edição do torneio mais antigo do futebol da Escócia. O campeão foi o Celtic F.C., que conquistou seu 6º título na história da competição ao vencer a final contra o St. Mirren F.C., pelo placar de 5 a 1.

## Premiação
| Copa da Escócia de 1907-08      |
| Escócia                         |
| ------------------------------- |
| Celtic F.C. Campeão (6º título) |